# Bienno
Bienno är en ort och kommun i provinsen Brescia i regionen Lombardiet i Italien. Kommunen hade 3 804 invånare (2018).
Den 23 april 2016 uppgick den tidigare kommunen Prestine i Bienno.